# Surinaamse parlementsverkiezingen 2020
De Surinaamse parlementsverkiezingen van 2020 werden gehouden op 25 mei 2020.
De verkiezingen werden gehouden ten tijde van een economische crisis in Suriname sinds 2019 en de coronacrisis in Suriname sinds maart 2020.
De kiezers konden uit 5.743 kandidaten 934 politici kiezen. Er waren 383.195 stemgerechtigden in tien districten. Als alles volgens schema verloopt, treedt de nieuwe assemblée op 29 juni aan.
Er werd gestemd voor de zetels in de 62 ressortraden en de 51 zetels in De Nationale Assemblée (DNA). DNA of, indien nodig, de Verenigde Volksvergadering kiest daarna de president en vicepresident van Suriname. Voor de verkiezing van de ressortraden wordt het personenmeerderheidsstelsel gebruikt en voor DNA het districten-evenredigheidsstelsel.
Suriname was het eerste land in de Caraïbische regio dat verkiezingen hield tijdens de coronapandemie. Voor de gehele wereld gold dat op 15 april 2020 voor Zuid-Korea.
De kosten van de organisatie van de verkiezingen waren 150 miljoen SRD (18 miljoen euro).

## Verkiezingskalender
In aanloop naar de verkiezingen is gewerkt met een verkiezingskalender. Elke fase in de kalender kent meerdere stappen. Van de kandidaatstelling op 9 april tot en met de verkiezingsdag op 25 mei zijn verkiesbare landsdienaren vrijgesteld van dienst.
| Periode                       | Verkiezingsactiviteit                     | Kiesregeling (KR)                             |
| ----------------------------- | ----------------------------------------- | --------------------------------------------- |
| 14 februari t/m 14 maart 2020 | Ter inzage legging van de kiezerslijsten  | Art. 16 lid 2                                 |
| 16 maart t/m 21 maart 2020    | Registratie van de politieke organisaties | Art. 31 lid 4 en 85 lid 1                     |
| 9 april 2020                  | Kandidaatstelling politieke partijen      | Art. 85 lid 1, 38 lid 1, 54 lid 1 en 70 lid 1 |
| 30 april 2020                 | Publicatie definitieve verzamellijst      | Art. 53 lid 2                                 |
| vóór 23 mei 2020              | Distributie van oproepingskaarten         | Art. 90 lid 1                                 |
| 25 mei 2020                   | Verkiezingsdag                            | Art. 86                                       |

### Doorgang
De verkiezingen werden op 25 mei 2020 gepland. President Bouterse verklaarde op 28 april dat de regering geen enkele reden zag om de verkiezingsdatum te verschuiven, mits "de condities inzake Covid-19 in Suriname niet veranderen." Op dat moment baarde een uitbraak direct over de grens in het Frans-Guyaanse binnenland zorgen. Daarentegen was er vier weken lang – sinds de tiende positieve test op 31 maart – geen nieuwe besmetting meer vastgesteld. Het Managementteam Verkiezingen van het ministerie van Binnenlandse Zaken kondigde op 6 mei aan dat mond- en neusbedekking niet verplicht zal worden.
Uit een peiling van het Dagblad Suriname kwam naar voren dat 89% van de lezers wilde dat de verkiezingen doorgaan: 39% zoals gewoonlijk en 50% op aangepaste wijze.
Eind april werd op de verschillende hoofdstembureaus begonnen met de distributie van de oproepingskaarten. Deze moeten drie dagen voor aanvang bij de kiezers zijn beland. Er zijn voor de verkiezingen van 2020 422.000 oproepingskaarten gedrukt. De kosten van de verkiezingen worden geraamd op 16 miljoen Surinaamse dollar.

## Waarnemers
De Surinaamse bevolking maakte zich in aanloop naar de verkiezingen zorgen over fraude. Om stemmen voor de NDP te trekken, organiseerde de NDP-jongeren van Commewijne de verloting van een nieuwe auto voor kiezers die zich bij de stand van de NDP registreren.
Door de coronapandemie zijn de grensovergangen van veel landen dicht. Om deze reden zullen de Europese Unie en de ACS-staten geen waarnemers naar Suriname sturen. De Organisatie van Amerikaanse Staten (OAS) en de Caricom zegden wel waarnemingsdelegaties toe. Daar sluiten zich afgevaardigden van de ambassades van Brazilië, Frankrijk, India, Indonesië en Venezuela bij aan. In het totaal gaat het om 35 waarnemers voor geheel Suriname. Van Dijk - Silos drukte de afgevaardigden twee dagen voor de verkiezingen op het hart zich niet te mengen in de verkiezingen. Ze hebben tot taak om toe te zien of alles rondom de verkiezingen juist verloopt. Volgens Jennifer van Dijk-Silos, de voorzitter van het Onafhankelijk Kiesbureau, zullen ze zich moeten houden aan de lokale gedragscode. Ze mogen niet interveniëren en zich niet bemoeien met interne zaken. Putridewi Amatsoemarto, directeur op het ministerie van Binnenlandse Zaken verminderde de strenge regels tijdens deze verkiezingen door ook minder goed gekleurde rode vakjes te accepteren als geldige stemmen. Na de verkiezingen werden de waarnemers gevraagd langer te blijven dan tot 27 mei.
Van Dijk-Silos sprak zich sterk uit tegen de opstelling van de regeringspartij NDP om alleen partijleden als coördinatoren aan te wijzen op de hoofdstembureaus. Oppositiepartijen reageerden hierop door oplossingen te zoeken, waaronder het zenden van eigen waarnemers en met de bundeling van oppositiepartijen in het Anti-Fraude Platform. Het ministerie van Binnenlandse Zaken bracht echter op 7 mei naar buiten dat waarnemers buiten de stemlokalen moeten blijven om de verspreiding van het coronavirus tegen te gaan. Suriname behoort sinds 2 mei tot de landen waar geen enkele besmetting meer is met Covid-19. Het Anti-Fraude Platform wil bij alle, ruim zeshonderd stembureaus aanwezig zijn. Op 23 mei werden echter nieuwe regels via de media verkondigd, waardoor het AFP buiten de stemlokalen wordt gehouden. Daarnaast roept het platform burgers op misstanden te melden. Een ander initiatief komt van de Vereniging Surinaams Bedrijfsleven met de Associatie van Surinaamse fabrikanten die samen de Stichting Nationaal Waarnemers Instituut Suriname hebben opgericht om te waarnemen tijdens de verkiezingen.

## Geen allianties mogelijk
Suriname kent veel kleine partijen en een beperkt aantal van 51 zetels in De Nationale Assemblée. Tot de wijziging van de kieswet in 2019 was het mogelijk om een electorale alliantie te vormen. Dit is een soort lijstverbinding waarbij de reststemmen van elke partij bij elkaar geteld tot een extra zetel kunnen leiden. Met ingang van de verkiezingen van 2020 zijn allianties niet meer toegestaan.
Drie clusters van partijen hebben een eigen vorm ontwikkeld, waardoor zij toch in zekere zin een alliantie vormen:
- PRO en APS: Bij de PRO staan alle kandidaten van de APS op de lijst. Beide partijen behouden hun identiteit, al herkennen ze raakvlakken in elkaars visie en ideologie.[41]
- ABOP en PL: De partijen stellen hun lijst in bepaalde districten open voor de ander, indien die daar geen grote achterban heeft. De achterban van beide partijen is zeer verschillend: die bestaat uit marrons (ABOP) en Javanen (PL).[42] De lijstverbinding leverde de partijen tijdens de verkiezingen 3 extra zetels op.[43]
- BEP en HVB: De samenwerking van deze partijen gelijkt aan die van de ABOP en PL.[44]

## Thema's
In de tien jaar voorafgaand aan de verkiezingen hebben twee kabinetten onder leiding van president Desi Bouterse geregeerd. Tijdens de verkiezingen van 2015 werd zijn partij, de Nationale Democratische Partij, herkozen met een meerderheid van 26 zetels in DNA. De regering werd gesteund door de BEP en HVB (afscheiding uit 2017). Er waren veel wisselingen van ministers en andere bestuurders.

### Coronacrisis
Op 13 maart 2020 werd de eerste besmetting met SARS-CoV-2 vastgesteld, een virus dat wereldwijd op een coronapandemie uit is gelopen. Op 27 maart vreesde Jennifer van Dijk-Silos, de voorzitter van het Onafhankelijk Kiesbureau, voor het doorgaan van de verkiezingen, omdat de grote groepen mensen een besmettingsgevaar voor anderen zouden kunnen betekenen. Op 31 maart werden nog twee besmettingen geteld en daarna bleef het aantal besmettingen staan op 10 personen (stand 24 april 2020).
Met ingang van 14 maart werden de grenzen van Suriname gesloten, zowel over land en water als via de lucht. In de loop van de tijd werden maatregelen strenger en met ingang van 29 maart werd een gedeeltelijke lockdown afgekondigd, waarbij gedeeltelijk in de praktijk neerkomt op een avondklok. De coronacrisis is van grote invloed op het sociale leven en de economie. De Inter-Amerikaanse Ontwikkelingsbank (IDB) verwachtte op 18 april een economische daling van 5,6 procent gemiddeld voor de gehele regio.

### Economie
Het Bouterse begon tijdens een recessie die in 2016 het hoogtepunt bereikte. Met het aantreden van bankgouverneur Glenn Gersie kwam een periode van stabiel monetair beleid en de stabilisatie van de waarde van Surinaamse dollar in 2017 en 2018. Gersie werd begin 2019 ontslagen en opgevolgd door Robert-Gray van Trikt. De koers van de Surinaamse dollar stond vier maanden na zijn benoeming opnieuw onder druk. De schuldenlast werd tussen 2015 en 2019 bijna verdubbeld. In januari 2020 werd bekend dat er rond de 100 miljoen Amerikaanse dollar is verdwenen bij de Centrale Bank van Suriname (CBvS). Van Trikt kwam in voorlopige hechtenis op verdenking van belangenverstrengeling en vervalsing van data van leningen. In april diende het Openbaar Ministerie een verzoek in bij De Nationale Assemblée om minister Gillmore Hoefdraad in staat van beschuldiging te stellen, met het doel hem te kunnen vervolgen. Uit een peiling onder de lezers op de website van Dagblad Suriname blijkt circa twee weken voor de verkiezingen dat 91% zich zorgen maakt om de schulden die Suriname moet aflossen.

## Verkiezingsdag
De verkiezingen begonnen om 7 uur in de ochtend en de eindtijd van 7 uur 's avonds werd verlengd tot 9 uur om de wachtende kiezers in lange rijen ook de kans te geven om te stemmen. Tot de verlenging besloot het Onafhankelijk Kiesbureau na consultatie van de politieke partijen. De NDP zorgde voor bussen en boten voor haar aanhangers om ze gratis naar de stembureaus te laten komen. Dit betekende in de praktijk niet dat alle passagiers ook op de NDP zouden gaan stemmen.
De uitslag in Coronie wordt in twijfel getrokken. In dit kleine district tellen stemmen zwaarder dan in grote districten als Paramaribo. In 2015 waren 400 stemmen in Coronie voldoende voor een zetel. Een bus was beplakt met reclamemateriaal van de NDP. Ze zouden ingeschreven staan op de plantage Lisols waar alleen braakliggende kavels liggen en geen huizen staan. De voorzitter van het stembureau deed niets met de klachten hierover. Het aantal uitgebrachte stemmen was dit jaar 2.102, waarbij beide zetels naar de NDP gingen. Daags na de verkiezingen stuurde het burgerinitiatief Su2thenextlevel een protestbrief naar de leiders van een kleine twintig landen waarin aandacht wordt gevraagd voor mogelijke fraude tijdens de verkiezingen. Volgens NPS-voorzitter Gregory Rusland verloor zijn partij in Coronie met een verschil van rond de 73 stemmen, terwijl er zes tot zeven bussen met Haïtianen zouden zijn geteld met per stuk plaats voor zo'n twintig personen.
Daarnaast werden tientallen andere incidenten gemeld. Er werden verkeerde stembiljetten gemeld op vier stembureaus, er werden specimenstembiljetten ingeleverd, in het binnenland zou er geld worden gestrooid uit een helikopter en er was een schietincident in Tammenga. Op de situatie reageerde OKB-voorzitter Van Dijk-Silos met: "Het is een chaos. Bij elke verkiezing heb je vlekjes, maar deze zijn net een grote plas olie die zich uitspreidt in de zee. President Bouterse wilde zelf niet ingaan op het grote aantal klachten.

## Partijen en kandidaten
Twintig partijen meldden zich aan om mee te doen aan de verkiezingen van 2020. Twee partijen – STREI! en De Nieuwe Wind – werden aanvankelijk uitgesloten voor de verkiezingen, maar werden na een beroepsschrift alsnog toegelaten. Uiteindelijk bleven zeventien deelnemende partijen over.
Niet-deelnemende partijen
Een partij trok zich terug en twee andere partijen werden uitgesloten van de verkiezingen:
- OPTSU: Deze partij staat onder leiding van voormalig vicepresident Robert Ameerali. Hij sprak vergeefs met verschillende politici om tot een bundeling te komen en trok zich kort voor de verkiezingen terug.[78]
- Stem Op Jezelf: Dit is een jongerenbeweging onder leiding van James Akewaje. De jongeren lieten al eerder, in 2014, van zich horen met de oproep aan de politiek om te kiezen voor het nationale belang in plaats van het partijbelang. Zij meldden zich vergeefs aan.[79]
- 21Su (21 Plus voor Suriname): Dit is een nieuwe partij onder leiding van de onderwijzeres Maya Saktoe. De partij wilde zich richten tegen slecht bestuur, fraude en armoede. Ook deze aanmelding werd afgewezen.[80][81]

### Deelnemende partijen
De volgende partijen namen deel aan de verkiezingen van 2020:
| Partij                                                      | afkorting | partijleider                                    | lijst      |
| ----------------------------------------------------------- | --------- | ----------------------------------------------- | ---------- |
| Alternatief 2020                                            | A20       | Steven Reyme                                    | kandidaten |
| Algemene Bevrijdings- en Ontwikkelingspartij                | ABOP      | Ronnie Brunswijk                                | kandidaten |
| Broederschap en Eenheid in de Politiek                      | BEP       | Ronny Asabina                                   | kandidaten |
| Democratisch Alternatief '91                                | DA'91     | Angelic del Castilho                            | kandidaten |
| De Nieuwe Wind                                              | DNW       | John Samuel                                     | kandidaten |
| Democratie en Ontwikkeling in Eenheid                       | DOE       | Steven Alfaisi                                  | kandidaten |
| Hervormings- en Vernieuwingsbeweging                        | HVB       | Mike Noersalim                                  | kandidaten |
| Nationale Democratische Partij                              | NDP       | Desi Bouterse                                   | kandidaten |
| Nationale Partij Suriname                                   | NPS       | Gregory Rusland                                 | kandidaten |
| Progressieve Arbeiders en Landbouwers Unie                  | PALU      | Jim Hok                                         | kandidaten |
| Pertjajah Luhur                                             | PL        | Paul Somohardjo                                 | kandidaten |
| Partij voor Recht en Ontwikkeling / Amazone Partij Suriname | PRO/APS   | Curtis Hofwijks, Bryan Boerleider en Joan Nibte | kandidaten |
| Sociaal Democratische Unie                                  | SDU       | Celsius Waterberg                               | kandidaten |
| Surinaamse Partij van de Arbeid                             | SPA       | Guno Castelen                                   | kandidaten |
| STREI!                                                      | STREI!    | Maisha Neus                                     | kandidaten |
| Vooruitstrevende Hervormings Partij                         | VHP       | Chan Santokhi                                   | kandidaten |
| Volkspartij voor Vernieuwing en Democratie                  | VVD       | Alice Amafo                                     | kandidaten |

### Kandidaten per district
Brokopondo - 
Commewijne - 
Coronie - 
Marowijne - 
Nickerie - 
Para - 
Paramaribo - 
Saramacca - 
Sipaliwini - 
Wanica

## Uitslag

### Zetels per partij
Het Centraal Hoofdstembureau maakte op 16 juni 2020 de uitslag bekend. De VHP is de grootste partij in De Nationale Assemblée, de districtsraden en de ressortraden. Op 19 juni bekrachtigde het Onafhankelijk Kiesbureau de verkiezingsuitslag, waarmee die bindend is geworden. Er zijn 16 vrouwen gekozen en van de huidige leden blijven 18 in de DNA.
Door het districtenstelsel tellen stemmen in kleinere districten zwaarder dan in grotere, zoals Paramaribo en Wanica. Zo haalde de NPS in 2020 3 zetels met 32.394 stemmen en de combinatie ABOP/PL 9 zetels met 24.900 stemmen.
|            | ABOP | BEP | NDP | NPS | PL | VHP | totaal |
| ---------- | ---- | --- | --- | --- | -- | --- | ------ |
| Brokopondo | 1    | 1   | 1   |     |    |     | 3      |
| Commewijne |      |     | 1   |     | 1  | 2   | 4      |
| Coronie    |      |     | 2   |     |    |     | 2      |
| Marowijne  | 2    |     | 1   |     |    |     | 3      |
| Nickerie   |      |     | 1   |     |    | 4   | 5      |
| Para       | 1    |     | 2   |     |    |     | 3      |
| Paramaribo | 2    |     | 5   | 3   |    | 7   | 17     |
| Saramacca  |      |     | 1   |     |    | 2   | 3      |
| Sipaliwini | 2    | 1   | 1   |     |    |     | 4      |
| Wanica     | 1*   |     | 1   |     | 0* | 5   | 7      |
| totaal     | 9    | 2   | 16  | 3   | 1  | 20  | 51     |

- De PL behaalde een zetel in Wanica, maar deze ging naar lijstduwer Miquella Soemar-Huur van de ABOP die op de lijst van de PL meedeed.

### Stemmen per partij
| Naam                                                        | afkorting | stemmen |
| ----------------------------------------------------------- | --------- | ------- |
| Vooruitstrevende Hervormings Partij                         | VHP       | 108.378 |
| Nationale Democratische Partij                              | NDP       | 65.862  |
| Nationale Partij Suriname                                   | NPS       | 32.394  |
| Algemene Bevrijdings- en Ontwikkelingspartij                | ABOP      | 24.956  |
| Pertjajah Luhur                                             | PL        | 16.623  |
| Hervormings- en Vernieuwingsbeweging                        | HVB       | 7.423   |
| Broederschap en Eenheid in de Politiek                      | BEP       | 6.835   |
| Alternatief 2020                                            | A20       | 4.501   |
| Democratie en Ontwikkeling in Eenheid                       | DOE       | 2.375   |
| Partij voor Recht en Ontwikkeling / Amazone Partij Suriname | PRO/APS   | 1.593   |
| Surinaamse Partij van de Arbeid                             | SPA       | 922     |
| Progressieve Arbeiders en Landbouwers Unie                  | PALU      | 820     |
| STREI!                                                      | STREI!    | 700     |
| Democratisch Alternatief '91                                | DA'91     | 659     |
| Volkspartij voor Vernieuwing en Democratie                  | VVD       | 349     |
| Sociaal Democratische Unie                                  | SDU       | 254     |
| De Nieuwe Wind                                              | DNW       | 70      |

### Religie
In religieus opzicht zijn DNA-leden in 2020 minder religieus dan de bevolking tijdens de telling in 2012. Dit zou er eventueel op kunnen wijzen dat de nieuwe Assemblée niet geheel representatief is, maar zou ook kunnen betekenen dat de samenleving minder religieus is geworden.
| Religie       | DNA (2020) | bevolking (2012) |
| ------------- | ---------- | ---------------- |
| christelijk   | 41%        | 50%              |
| hindoeïstisch | 22%        | 23%              |
| islamitisch   | 16%        | 14%              |
| anders        | 2%         | 5%               |
| geen of eigen | 20%        | 8%               |
| Totaal        | 100%       | 100%             |

## Gekozen Assemblée-leden
Op 29 juni werd de nieuwe assmeblée geïnstalleerd. Als fungerend voorzitter diende op de eerste dag Soewarto Moestadja (NDP), de oudste in jaren. Voor de termijn van vijf jaar werd Ronnie Brunswijk (ABOP) tot voorzitter gekozen en Dew Sharman (VHP) tot vicevoorzitter.
Hier volgt de lijst van de 51 leden die op 30 juni werden geïnstalleerd in De Nationale Assemblée voor de periode 2020-2025, in principe op alfabetische volgorde van achternaam.

### VHP
| Naam                           | Kiesdistrict | Geboortedatum    | Opmerking                                         |
| ------------------------------ | ------------ | ---------------- | ------------------------------------------------- |
| drs. Asiskumar Gajadien        | Wanica       | 27 december 1967 | fractieleider                                     |
| drs. Dewanchandrebhose Sharman | Paramaribo   | 20 februari 1965 | vicevoorzitter                                    |
| Krishna Mathoera               | Paramaribo   | 23 mei 1963      | opvolging op 7 augustus 2020 door Kishan Ramsukul |
| Riad Nurmohamed                | Paramaribo   | 25 juni 1974     | opvolging op 7 augustus 2020 door Ronny Aloema    |
| Sham Binda                     | Paramaribo   | 14 oktober 1953  | opvolging op 1 juni 2023 door Grachelle Sluisdom  |
| mr. Cheryl Dijksteel           | Paramaribo   | 27 december 1975 |                                                   |
| Cedric van Samson              | Paramaribo   | 5 januari 1980   |                                                   |
| LLB Chuanrui Wang              | Paramaribo   | 1991             |                                                   |
| Chan Santokhi                  | Wanica       | 3 februari 1959  | opvolging op 7 augustus 2020 door Henk Aviankoi   |
| Reshma Mangre                  | Wanica       | onbekend         |                                                   |
| drs. Mohammad Mohab-Ali        | Wanica       | onbekend         |                                                   |
| Sidik Moertabat                | Wanica       | onbekend         |                                                   |
| Mohamedsafiek Gowrie           | Nickerie     | onbekend         |                                                   |
| LLB Niesha Jhakry              | Nickerie     | 12 februari 1985 |                                                   |
| Harriët Ramdien                | Nickerie     | onbekend         |                                                   |
| Stephen Madsaleh               | Nickerie     | onbekend         |                                                   |
| MSc Radjendrekoemar Debie      | Saramacca    | 21 november 1971 |                                                   |
| Mahinder Jogi                  | Saramacca    | 21 oktober 1961  |                                                   |
| drs. Roy Mohan                 | Commewijne   | onbekend         |                                                   |
| Soerjani Mingoen-Karijomenawi  | Commewijne   | 9 april 1968     |                                                   |

### NPS
| Naam                      | Kiesdistrict | Geboortedatum    | Aanvang lidmaatschap | Opmerking     |
| ------------------------- | ------------ | ---------------- | -------------------- | ------------- |
| dr. Gregory Allan Rusland | Paramaribo   | 9 november 1959  | 30 juni 2015         | fractieleider |
| drs. Patricia Nancy Etnel | Paramaribo   | 17 juni 1976     | 30 juni 2015         |               |
| Ivanildo Kenrik Plein     | Paramaribo   | 25 februari 1981 | 30 juni 2020         |               |

### BEP
| Naam                       | Kiesdistrict | Geboortedatum    | Opmerking     |
| -------------------------- | ------------ | ---------------- | ------------- |
| drs. Ronny Astrado Asabina | Brokopondo   | 10 november 1968 | fractieleider |
| Remi Richard Kanapé        | Sipaliwini   | onbekend         |               |

### ABOP/PL
| ABOP | Naam                                       | Kiesdistrict | Geboortedatum     | Opmerking                                           |
| ---- | ------------------------------------------ | ------------ | ----------------- | --------------------------------------------------- |
| ABOP | Josafat Obed Kanapé                        | Sipaliwini   | 28 september 1993 | fractieleider                                       |
| ABOP | MSc LLB Marinus Bee                        | Marowijne    | onbekend          | voorzitter                                          |
| ABOP | mr. Edward Ciriel Jeffry Belfort           | Paramaribo   | augustus 1965     |                                                     |
| ABOP | Edgar Esra Sampie                          | Paramaribo   | november 1992     |                                                     |
| ABOP | Ramon Soine Koedemoesoe                    | Para         | onbekend          |                                                     |
| ABOP | BEd Geneviévre Mariëlle Jordan             | Marowijne    | onbekend          | vanaf 7 augustus 2020                               |
| ABOP | Ronnie Brunswijk                           | Marowijne    | 7 maart 1961      | opvolging op 7 augustus 2020 door Geneviévre Jordan |
| ABOP | Dinotha Okela Vorswijk                     | Sipaliwini   | onbekend          | opvolging op 27 augustus 2021 door Renet Wahki      |
| ABOP | Diana Pokie                                | Brokopondo   | onbekend          | opvolging op 7 augustus 2020 door Fogatie Aserie    |
| PL   | Evert Legiran Karto                        | Commewijne   | onbekend          |                                                     |
| PL   | BSc Miquella Manuella Quirtina Soemar-Huur | Wanica       | onbekend          | lid van de ABOP, lijst PL                           |

### NDP
| Naam                           | Partijlijst | Kiesdistrict | Geboortedatum    | Opmerking                                            |
| ------------------------------ | ----------- | ------------ | ---------------- | ---------------------------------------------------- |
| drs. Rabindre Tewari Parmessar | NDP         | Paramaribo   | 17 november 1952 | fractieleider                                        |
| Sergio Akiemboto               | NDP         | Brokopondo   | onbekend         | opvolging op 11 maart 2021 door Wilsientje van Emden |
| Melvin Bouva                   | NDP         | Paramaribo   | 9 maart 1982     |                                                      |
| Iona Edwards                   | NDP         | Sipaliwini   | onbekend         |                                                      |
| Ebu Jones                      | NDP         | Nickerie     | 31 december 1981 |                                                      |
| mr. Patrick Kensenhuis         | NDP         | Para         | 1 mei 1968       |                                                      |
| Jayant Lalbiharie              | NDP         | Saramacca    | onbekend         |                                                      |
| drs. André Misiekaba           | NDP         | Paramaribo   | 28 juli 1976     | opvolging op 1 september 2020 door Tashana Lösche    |
| Soewarto Moestadja             | NDP         | Paramaribo   | 30 november 1949 |                                                      |
| Claudie Sabajo                 | NDP         | Marowijne    | onbekend         |                                                      |
| Ann Sadi                       | NDP         | Commewijne   | onbekend         |                                                      |
| Stephen Tsang                  | NDP         | Paramaribo   | onbekend         |                                                      |
| Remie Tarnadi                  | NDP         | Coronie      | onbekend         |                                                      |
| Jennifer Vreedzaam             | NDP         | Para         | onbekend         |                                                      |
| Joan Wielzen                   | NDP         | Coronie      | onbekend         |                                                      |
| ir. Ashwin Adhin               | NDP         | Wanica       | 10 juni 1980     | op 6 augustus 2020 toegetreden                       |

Kandidaten per partij: A20 · 
ABOP · 
BEP · 
DA'91 · 
DNW · 
DOE · 
HVB · 
NDP · 
NPS · 
PALU · 
PL · 
PRO/APS · 
SDU · 
SPA · 
STREI! · 
VHP · 
VVD
Kandidaten per district: Brokopondo · 
Commewijne · 
Coronie · 
Marowijne · 
Nickerie · 
Para · 
Paramaribo · 
Saramacca · 
Sipaliwini · 
Wanica